# Доманин, Дмитрий Степанович
Дмитрий Степанович Доманин (22 июля 1913, Кашинский уезд, Тверская губерния — 2 декабря 1995) — советский и российский тренер по самбо, судья всесоюзной категории (1955), Заслуженный тренер РСФСР (1963). Участник Великой Отечественной войны.

## Биография
Родился 22 июля 1913 года в деревне Абрамьево.
Тренировался под руководством Ивана Васильева. В годы Великой Отечественной войны нёс службу на Балтийском флоте на вспомогательном судне «Тума».
Работал старшим тренером в ДСО «Трудовые резервы» (Ленинград). Его воспитанниками были чемпион СССР, Европы и мира Владимир Кюллёнен, Заслуженный тренер России Александр Амиров, Владимир Романенко, Юрий Авдеев.
Похоронен на Богословском кладбище Санкт-Петербурга.

## Память
В Санкт-Петербурге проводится ежегодный мемориал, посвящённый Дмитрию Доманину и его ученику Владимиру Романенко.